# Theophanes III.
Theophanes III. (* um 1570 in Demetsana; † 15. Dezember 1644 in Konstantinopel) war von 1608 bis 1644 griechisch-orthodoxer Patriarch von Jerusalem.
Getauft auf den Namen Karakallos, Neffe des Patriarchen Sophronios IV. von Jerusalem, besuchte Patriarch Theophanes als Bevollmächtigter des Patriarchen Timotheos von Konstantinopel 1619/20 Moskau und ordinierte dort am 24. Juni 1619 Filaret Nikitich zum Patriarchen von Moskau. 1620/21 weilte er in Kiew und restaurierte dort durch die Weihe des Iov Boretskyi zum Metropoliten von Kiew und weiterer Bischöfe die durch die Kirchenunion von Brest erledigte orthodoxe Hierarchie der Ukraine.